# Colônia Leopoldina (kommun)
Colônia Leopoldina är en kommun i Brasilien.   Den ligger i delstaten Alagoas, i den östra delen av landet, 1 500 km nordost om huvudstaden Brasília. Antalet invånare är 20 022.
Omgivningarna runt Colônia Leopoldina är en mosaik av jordbruksmark och naturlig växtlighet. Runt Colônia Leopoldina är det ganska glesbefolkat, med 47 invånare per kvadratkilometer.